# Chalupa Václava Havla na Hrádečku
Chalupa Václava Havla na Hrádečku se nachází na Trutnovsku v katastrálním území Hrádeček na okraji obce Vlčice. Václav Havel se ženou Olgou koupili usedlost v roce 1967 a od té doby sem pravidelně jezdili. Havel zde pořádal setkání disidentů, divadelní vystoupení a zahradní slavnosti. Později jako prezident zde přijímal návštěvy významných osobností a politiků. Na Hrádečku Václav Havel strávil poslední chvíle svého života a 18. prosince 2011 zde zemřel. Po jeho smrti zůstává místo zachované v původní podobě.

## Historie
Pod zříceninou hradu Břecštejn na Trutnovsku se nachází malá osada Hrádeček s několika málo domy ukrytými v lesích Mladobucké vrchoviny. Usedlost čp. 221 do konce druhé světové války obývala německá rodina Fischerových. Po vysídlení Němců se v roce 1946 stal jejím majitelem pan Kulhánek.
V roce 1967 statek pana Kulhánka koupil za čtrnáct tisíc korun československých Václav Havel se svou první ženou Olgou. Na možnost koupě je upozornil divadelník Andrej Krob, který vlastnil chalupu v sousedství.
Chalupa na Hrádečku se po roce 1968 stala centrem odpůrců režimu, kteří se tam scházeli pod dohledem tajné policie. Setkávali se zde disidenti, chartisti i umělci. Vznikala zde Charta 77 i petice Několik vět. V době normalizace sloužila chalupa jako místo, kam se Havel pod dohledem státní bezpečnosti uchýlil do domácího vězení. V 70. a 80. letech 20. století se zde pořádaly pravidelné zahradní slavnosti, na nichž se hrály Havlovy hry, a kvetl tu bohatý společenský a kulturní život. Vystupovala zde například Marta Kubišová nebo The Plastic People of the Universe a v roce 1977 se zde konal Třetí festival druhé kultury, tedy českého undergroundu.
Na Hrádečku byl Havel také literárně činný, napsal zde několik svých her a přímo o tomto místě napsal divadelní hru Prase aneb Václav Havel's Hunt for a Pig, popisující těžkosti, které zažívá člověk z města na vesnici. Hlavní postavou je František Vondráček, který skutečně žil v Horních Vlčicích a zemřel v zimě roku 2009.
Po roce 1989 se na Hrádečku s Václavem Havlem sešli významní politici v čele s Václavem Klausem, Mariánem Čalfou a Milošem Zemanem k debatě o budoucím ekonomickém směřování Československa. Jako prezident Havel přijímal na chalupě i významné osobnosti a světové politiky, třeba americkou velvyslankyni Madeleine Albrightovou či generálního tajemníka OSN Kofiho Annana.

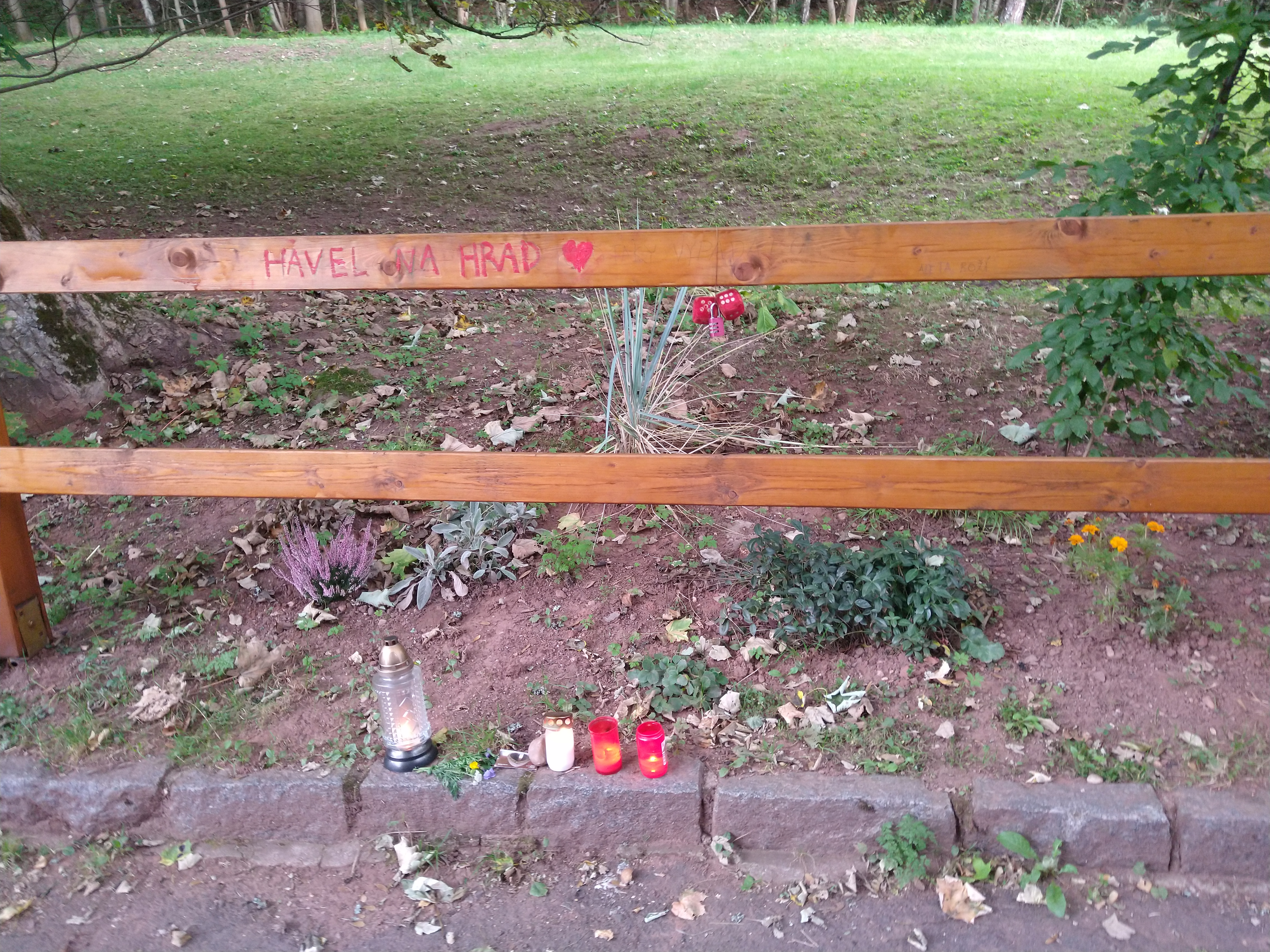
Pietní místo u chalupy Václava Havla

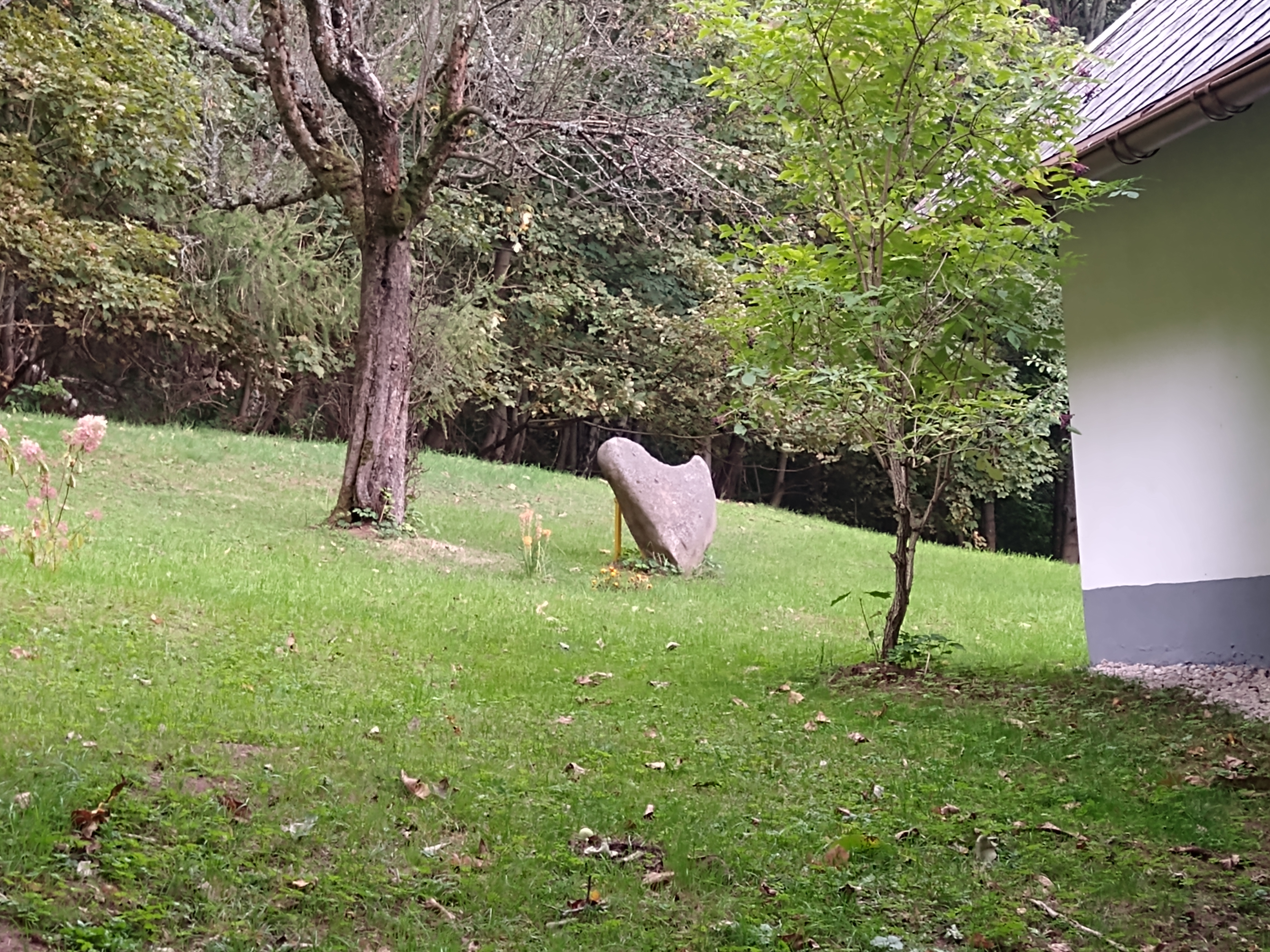
Kamenné srdce na zahradě u chalupy

Na své milované chalupě trávil Havel poslední chvíle svého života a 18. prosince 2011 zde zemřel. Chalupu a okolní pozemky zdědila manželka Dagmar Havlová. V létě roku 2012 nechala na zahradě nainstalovat několikatunové kamenné srdce.
Po Havlově smrti zůstává místo zachované v původní podobě, ale veřejnosti není přístupné. Improvizované pietní místo, proto vzniklo u plotu na hranici pozemku. Lidé si sem pravidelně chodí připomínat výročí narození a úmrtí Václava Havla, ale také výročí sametové revoluce.